# جائزة إيطاليا الكبرى 1977
جائزة إيطاليا الكبرى 1977 هو سباق فورمولا 1 أقيم بتاريخ 11 سبتمبر 1977 في حلبة مونزا. كان الرابع عشر من أصل 17 في بطولة العالم لسباقات الفورمولا واحد موسم 1977. حلّ الأمريكي ماريو أندريتي أولا بينما جاء النمساوي نيكي لاودا في المركز الثاني وحصل على المركز الثالث الأسترالي آلان جونز.